# Simona Spiridon
Simona Spiridon (født 1. februar 1980) en østrigsk/rumænsk tidligere håndboldspiller og håndboldtræner.
Hun har igennem sin karriere spillet for A.S. Silcotub Zalau, østrigske Hypo Niederösterreich i to omgange, CS Rulmentul Braşov, Győri ETO KC og Zvezda Zvenigorod.
Hun flyttede i 2001 til Østrig, hvor hun skulle spille for storklubben Hypo Niederösterreich. Tre år senere i 2004, skiftede hun statsborgerskab og spillede sin første landskamp for Østrig, samme år.